# Gabriela Women's Party
Il Gabriela Women's Party (General Assembly Binding Women for Reforms, Integrity, Equality, Leadership, and Action), noto semplicemente come GABRIELA, è un partito politico filippino di sinistra di orientamento femminista.
Nato nel 1984 come movimento di emancipazione femminile, nell'aprile 2003 è stato rifondato come partito politico su iniziativa di vari attivisti di sinistra.
Alle elezioni parlamentari del 2019 il Partito delle donne di Gabriela ha eletto 4 deputati al Parlamento filippino: Arlene Brosas, Emerenciana de Jesus, Luzviminda Ilagan, Liza Maza.
Il partito subisce il Red-tagging, una pratica politica utilizzata nelle Filippine per screditare ONG e partiti accusandoli di essere simpatizzanti di organizzazioni comuniste illegali. Infatti, nella propaganda governativa e militare, GABRIELA viene accusato di essere affiliato al Partito Comunista di Jose Maria Sison e al Nuovo Esercito Popolare, entrambi considerati organizzazioni terroristiche dalle Forze armate delle Filippine.
Gabriela fa invece parte della Bagong Alyansang Makabayan, che è un'organizzazione legale.

## Risultati elettorali
| Anno | Voti      | %    | +/-  | Seggi   | +/-     |
| ---- | --------- | ---- | ---- | ------- | ------- |
| 2004 | 464 586   | 3,65 |      | 1 / 261 |         |
| 2007 | 621 171   | 3,89 | 0,24 | 2 / 270 | 1       |
| 2010 | 1 001 421 | 3,31 | 0,58 | 2 / 286 | Stabile |
| 2013 | 713 492   | 2,60 | 0,71 | 2 / 292 | Stabile |
| 2016 | 1 367 795 | 4,22 | 1,62 | 2 / 297 | Stabile |
| 2019 | 445 696   |      |      | 1 / 305 | 1       |